# Ptolemeu de Cària
Ptolemeu de Cària (en grec antic Πτολεμαῖος) va ser un militar macedoni fill de Filip, un alt oficial de l'exèrcit.
Va dirigir l'esquadró d'avantguarda macedoni durant la batalla del Grànic, segons diu Flavi Arrià. Probablement és el mateix Ptolemeu que Alexandre el Gran va deixar després amb una força de tres mil infants i dos-cents cavallers a Cària com a governador o sàtrapa, i que poc després, junt amb les forces de Asandre de Cària, el governador de Lídia, va derrotar el general persa Orontobates.